# 吉他手

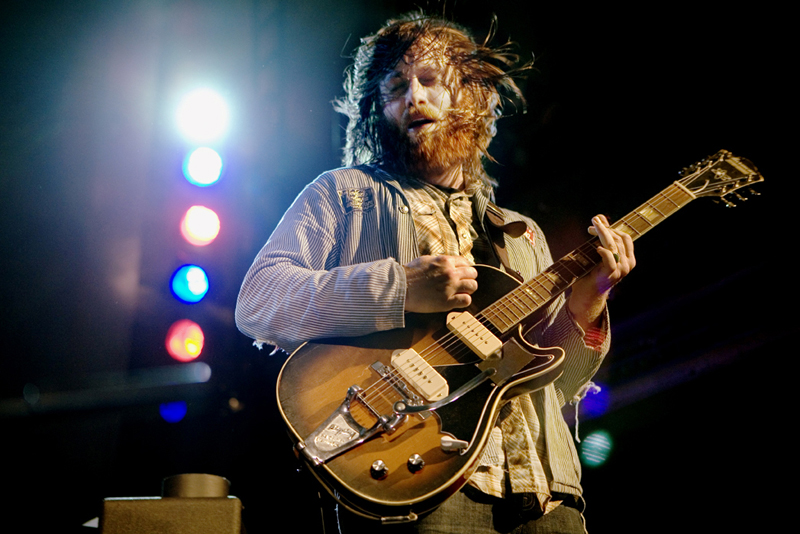
一个弹奏电吉他的人

吉他手是演奏吉他的音樂家，樂器可能包括古典吉他、原音吉他、電吉他和貝斯吉他。部分吉他手亦可在演出過程中進行自彈自唱。
吉他是一種極端多變的樂器。吉他手可透過推弦和顫音等技巧，展現出如人聲般的音色。在樂團中，吉他手可扮演節奏吉他（即背景和絃，和貝斯手共同伴奏）或主音吉他（有時為獨奏）的角色。吉他手也可能以口琴作為第二項同時演奏的樂器，著名歌手包括巴布·狄倫和尼爾·楊。
許多雜誌或網站常會進行頂尖吉他手評選，《滾石》和《吉他世界》雜誌各自的「史上百大吉他手」名單是其中較具公信力者。然而，由於評比標準難以做出實際界定，各個媒體之評選結果有時未必被普遍認同。